# Багадаїс габельський
Багадаїс габельський (Prionops gabela) — вид горобцеподібних птахів родини вангових (Vangidae).

## Поширення
Ендемік Анголи. Поширений у лісистій савані навколо міста Габела на заході країни.

## Опис
Птах завдовжки 18–19 см, з міцною статурою, великою квадратною та витягнутою головою, міцним і загостреним конічним дзьобом, округлими крилами, середнім хвостом з квадратним кінцем, сильними і товстими ногами, хоча не дуже довгими. На голові є характерний чубчик з еректильних пір'їн, який майже непомітний у стані спокою. Оперення блискучого чорного забарвлення, лише спина та крила попелясто-сірі і нижня сторона хвоста біла. Дзьоб і ноги мають тілесно-рожевий колір. Очі досить великі, жовтого кольору. Навколо очей є помітне неоперене періокулярне кільце, тілесно-бежево-рожевого кольору.

## Спосіб життя
Птах живе сімейними групами до десяти особин. Полює на комах, інших безхребетних та їхніх личинок. Шлюбний період триває з червня по вересень.